# Вале Фјаскета (Кјети)
Вале Фјаскета је насеље у Италији у округу Кјети, региону Абруцо.
Према процени из 2011. у насељу је живело 21 становника. Насеље се налази на надморској висини од 270 м.